# Danilo Russo
Danilo Russo (ur. 8 lipca 1987 w Pompejach) – włoski piłkarz występujący na pozycji bramkarza. Zawodnik Venezii.

## Kariera

### Klub
Russo od 2004 jest zawodnikiem włoskiej Genoi. W 2005 został wypożyczony na jeden sezon do grającej w Serie C2 US Pergocremy. Wystąpił w czterech spotkaniach, w których puścił sześć bramek. Dwa lata później został ponownie wypożyczony. Tym razem trafił do klubu z tego samego poziomu rozgrywek – Esperia Viareggio. Rozegrał dla niego 34 mecze, w których puścił 33 gole. W kolejnym sezonie Russo ponownie został wypożyczony na jeden sezon do Pergocremy. Tym razem grał częściej i zanotował 22 ligowe występy. W 2009 piłkarz wrócił do Genoi, jednak wciąż pełni w nim rolę rezerwowego.

### Reprezentacja
26 lutego 2003 Russo zadebiutował w reprezentacji Włoch do lat 16. Włosi wygrali wówczas z Holandią 2:1. W zespole do lat 17 pierwszy mecz rozegrał 23 września 2003. Jego drużyna zwyciężyła 5:0 z Luksemburgiem. Jedyne spotkanie w zespole do lat 20 rozegrał 26 października 2005. Włosi przegrali ze Szwajcarią 1:2.